# Microtritia striatissima
Microtritia striatissima är en kvalsterart som beskrevs av Sandór Mahunka 1999. Microtritia striatissima ingår i släktet Microtritia och familjen Euphthiracaridae. Inga underarter finns listade i Catalogue of Life.